# Катышев, Андрей Павлович
Андрей Павлович Катышев (19 марта 1930, Алма-Ата — 30 июля 2018, Москва) — советский военный моряк-подводник, Герой Советского Союза (10.01.1979). Контр-адмирал (30.10.1974).

## Биография
Андрей Катышев родился 19 марта 1930 года в Алма-Ате. В 1948 году он окончил Калининградское военно-морское подготовительное училище.
В августе того же года Катышев был призван на службу Военно-морского флота СССР в Военно-морской флот СССР. В 1951 году вступил в ВКП(б). В 1952 году окончил 2-е Балтийское высшее военно-морское училище (г. Калининград). Служил на подводных лодках Тихоокеанского флота: командир торпедной группы БЧ-3 подводной лодки Б-21, с января 1953 — командир БЧ-2-3 ПЛ С-412, с октября 1953 — командир БЧ-2-3 и помощник командира строящейся ПЛ С-178. Летом 1955 года Северным морским путём на подводной лодке С-178 совершил переход из Белого моря на Тихоокеанский флот, где продолжил службу на ней.
С июня 1956 — старший помощник командира ПЛ С-390 ТОФ. С октября 1960 года командовал дизельной подводной лодкой М-283, с апреля 1961 — подводной лодкой С-293. В 1960 году окончил Высшие специальные офицерские классы ВМФ.
В августе 1963 года стал командиром атомного ракетного подводного крейсера К-48 проекта 675, в феврале 1968 года — командиром атомного ракетного подводного крейсера К-399 (головной корабль проекта 667А). Выполнял боевое патрулирование в водах Тихого океана. С мая 1971 года — заместитель командира, с июля 1973 по июль 1976 года — командир 26-й дивизии подводных лодок (Тихоокеанский флот). В 1977 году окончил академические курсы при Военно-морской академии имени А. А. Гречко.
С мая 1977 года контр-адмирал Андрей Катышев командовал отдельной и уникальной частью ВМФ СССР — Центром глубоководных исследований Министерства обороны СССР. Возглавлял и принимал личное участие в сложных морских походах на подводных лодках, во время которых испытывалось новое вооружение и оборудование, проявил большие заслуги в деле испытания и внедрений новейшей специальной глубоководной техники.
Указом Президиума Верховного Совета СССР от 10 января 1979 года за «мужество и героизм, проявленные при выполнении воинского долга» контр-адмиралу Андрею Павловичу Катышеву присвоено звание Героя Советского Союза с вручением ордена Ленина и медали «Золотая Звезда» за номером 11426.
В июле 1985 года контр-адмирал А. П. Катышев уволен в запас. Жил в Москве, занимался общественной деятельностью. Умер 30 июля 2018 года. Похоронен на Троекуровском кладбище.

## Награды
- Герой Советского Союза (10.01.1979)
- Два ордена Ленина (31.10.1967, 10.01.1979)
- Орден «За службу Родине в Вооружённых Силах СССР» 3-й степени (30.04.1975)
- Медаль «За боевые заслуги» (20.02.1957)
- Ряд других медалей
- Именное оружие (1980)[5]